# Асеново (област Велико Търново)
 За другите български села с това име вижте Асеново (пояснение).  
Асѐново е село в Северна България, община Стражица, област Велико Търново.

## География
Село Асеново се намира на около 7 km североизточно от общинския център град Стражица и 40 km в приблизително същата посока от областния център Велико Търново. В голяма част от землището си граничи със землища на села от област Търговище. Общата площ на землището е около 3700 ha, около 1/3 от които са гори. Селото е разположено в неголяма котловина, отворена на юг. Простира се в направление северозапад – югоизток на около 2,5 km. Теренът му е силно нагънат и раздвижен, с малко източници на вода. Южно от селото тече Голяма река.
До най-южния край на селото има два съседни малки местни язовира (микроязовира) – по-големият с площ 3 – 3,5 ha, а по-малкият – около 0,5 ha.
Селото е на благоприятно място за живеене. Климатът е умереноконтинентален, валежите са умерени през цялата година. През лятото температурите достигат +32 °C, а през зимата до -10 °C. Почвите са подходящи за отглеждане на всякакъв вид зърнени култури, плодове и зеленчуци.
В периода от февруари 1986 г. до февруари 1987 г. районът е обект на над 1300 земни труса, най-силни от които са на 21 февруари и 7 и 18 декември 1986 г. Големи разрушения в село Асеново причинява на 7 декември 1986 г. земетресението с магнитуд 5,7, известно като „стражишкото земетресение“.
Общински път, минаващ откъм юг покрай Асеново, го свързва на югозапад със Стражица, а на югоизток – покрай спирка Асеново  на железопътната линия София-Горна Оряховица-Варна – със селата Мирово и Манастирица.
Населението на село Асеново, наброявало 2102 души към 1934 г., намалява на 798 към 1992 г. и 687 към 2018 г.
При преброяването на населението към 1 февруари 2011 г., от обща численост 636 лица, за 278 лица е посочена принадлежност към „българска“ етническа група и за 298 – към „турска“, а останалата част не се самоопределят или не са отговорили. 

## История
Според летописните книги Калъчлари (Асеново) е създадено през 1450 г. от скотовъдци и ловджии, около десетина семейства. „Къщите били осем, направени в земята, отгоре покрити с шума или слама и пръст и отстрани дупчици колкото око за прозорец. В много случаи вратата и коминът били източниците на светлина. За постелки и завивки им служели кожите на убити зверове. В средата на къщата се намирало огнището. Около селото им били нивите, които и сега служат за същата цел. Занятието им било отчасти земеделие, а повечето ловджийство и скотовъдство.“
На няколко пъти през годините селото се е измествало на около 4 – 5 km встрани от дотогавашното си местоположение. Предполага се, че причините за това са оскъдната паша, пресъхването на водните източници и двете големи чумни епидемии – през 1830 г. и 1856 г. Следите на изоставените села бързо са се заличавали. Това е лесно обяснимо, като се има предвид, че се отнася за малко селище със строежи от дърво, шума, слама и кал.
На сегашното си място Асеново съществува откъм 1700 г. Пръв се заселва турчинът Ибиш Заим. След него започват да се заселват и други турци и българи, и постепенно става голямо селище. На първото преброяване през 1880 г. жителите наброяват 1053 души, от тях 658 българи.
До 1890 година името на селото е Упчелии, а до 1965 – Асеньово.
При избухването на Балканската война в 1912 г. един човек от Асеньово е доброволец в Македоно-одринското опълчение.
За Народно начално училище „Кирил и Методий“ – с. Асеново, Великотърновско се съхраняват в Държавния архив – Велико Търново документи (фонд 841) от 1895 г. Като фонд 1432 в същия държавен архив се съхраняват документи от 1970 г. за Основно училище (ОУ) „Кирил и Методий“ – с. Асеново, Великотърновско.
През 1920-те години в селото за кратко съществува толстоистка колония.
През 1949 г. в Асеново е учредено Трудово кооперативно земеделско стопанство (ТКЗС) „Първа петилетка“, включено през 1959 г. в Обединено трудово кооперативно земеделско стопанство (ОТКЗС) „Червена звезда“ – с. Асеново (1959 – 1975), впоследствие Клоново стопанство – с. Асеново при АПК „Път към комунизма“ – Стражица (1975 – 1989), Колективно земеделско стопанство (КЗС) – с. Асеново, Великотърновско (1989 – 1992) и – последно – КЗС в ликвидация (1992 – 1992).

## Население
Преброяване на населението през 2011 г.
Численост и дял на етническите групи според преброяването на населението през 2011 г.:
|                     | Численост | Дял (в %) |
| Общо                | 636       | 100,00    |
| Българи             | 278       | 43,71     |
| Турци               | 298       | 46,85     |
| Цигани              | 0         | 0,00      |
| Други               | 0         | 0,00      |
| Не се самоопределят | 45        | 7,07      |
| Неотговорили        | 14        | 2,20      |

## Обществени институции
Село Асеново към 2019 г. е център на кметство Асеново.
В село Асеново към 2019 г. има:
- основно училище „Свети свети Кирил и Методий“;[15]
- действащо читалище „Просвета – 1905“;[16][17]
- действаща само на големи религиозни празници православна църква „Света Троица“;[18]
- пощенска станция.[19]

## Личности
Родени в Асеново
- Илия Петров, български революционер от ВМОРО, четник на Георги Сугарев[20]